# ニューメディア (出版社)
ニューメディアは、日本の出版社。ケーブルテレビなど、いわゆるニューメディアに関連する月刊誌「ニューメディア (New Media)」を発行し、関連分野の書籍も刊行している。雑誌「ニューメディア」は、1983年11月1日に宣伝会議によって創刊されたが、同誌は1985年に独立した株式会社ニューメディアによって、現在まで刊行されている。近年は広く電波メディア全般に記事が組まれ、たとえば、聴覚障がい者などのための「字幕付きテレビCM」の議論では先導的な役割を果たした。

## 主な出版物
月刊「ニューメディア」は、「ニューメディア」という言葉が流行語となった1983年に創刊された、ニューメディアに関連する雑誌の草分け的な存在。
1986年には、季刊誌「サテライトマガジン」を創刊、その後、隔月刊としたが、同誌の編集部門は、1994年にサテライトマガジン社として独立し、別会社となった。
年鑑類として、かつては『プロジェクター総覧』(1998年-2000年)などを手がけていた。
書籍では、月刊誌とも連動したニューメディア関係の本を出版している。